# Найкоротший день
Найкоротший день (італ. Il giorno più corto) — італійський комедійний військовий кінофільм 1962 року, знятий Серджо Корбуччі.

## Сюжет
Історія дня «Д», під час якого союзні війська вторглися на територію Нормандії у Першу світову війну. Події показані з різних точок зору, очима п'яти героїв як з одного, і з іншого боку барикад.

## У ролях
- Чіччо Інграссія — Франческо Коппола
- Симона Синьйоре — головна роль
- Жан-Поль Бельмондо — Сіцилієць
- Франко Франкі — Франко Ло Груньо
- Джино Черві — полковник Даїні
- Тото — чернець-берсальєр
- Анні Жирардо — санітарка
- Уго Тоньяцці — вівчар
- Едуардо Де Філіппо — мафіозо
- Пеппіно Де Філіппо — Зіо Пеппіно
- Альдо Фабріці — Факкіно
- Габріеле Ферцетті — лейтенант
- Філіпп Леруа — солдат
- Амедео Наццарі — солдат
- Томас Міліан — другорядна роль
- Ромоло Валлі — капітан
- Раймондо Віанелло — німецький офіцер
- Ренато Сальваторі — солдат
- Паоло Стоппа — отець Діно
- Вальтер К'ярі — адвокат
- Франка Валері — другорядна роль
- Франко Чітті — римський пехотинець
- Сільва Кошина — другорядна роль
- Вірна Лізі — Ная, австрійська шпигунка
- Сандра Міло — другорядна роль
- Лорелла Делюка — сіцилійська спадкоємиця
- Карло Пізакане — дядько Мікеле
- Джуліано Джемма — солдат
- Сандра Мондаїні — сіцилійська спадкоємиця
- Массімо Джиротті — капітан у вікна
- Франко Фабріці — поранений
- Девід Нівен — другорядна роль
- Ермініо Макаріо — туринський солдат
- Тіберіо Мурджа — солдат
- Меммо Каротенуто — сержант
- Паоло Феррарі — солдат
- Ніно Кастельнуово — прихільник
- Лучано Сальче — німецький офіцер
- Паоло Панеллі — солдат
- Ніно Таранто — мафіозо
- Тедді Рено — солдат Трієста
- Арольдо Тьєрі — перекладач
- Івонн Сенсон — дружина заїки
- С'юзен Страсберг — другорядна роль
- Валентіна Кортезе — другорядна роль
- Іларія Оккіні — другорядна роль
- Антоніо Акуа — ад'ютант
- Теренс Гілл — австрійський солдат
- Іво Гаррані — сіцилійський спадкоємець
- Серджо Фантоні — ад'ютант полковника
- Анхель Аранда — офіцер
- Фіоренцо Фіорентіні — заїка
- Альберто Лупо — офіцер
- Фаусто Тоцці — солдат
- Енріко Віарізіо — сіцилійський спадкоємець
- Франко Спортеллі — другорядна роль
- П'єр Бріс — австрійський офіцер
- Лія Дзопеллі — другорядна роль
- Альдо Буфі Ланді — солдат в сараї
- Вітторіо Капріолі — чоловік на станції
- Гордон Скотт — солдат
- Сцилла Габель — коханка солдата
- Джо Сентьєрі — солдат
- Массімо Серато — офіцер
- Габріеле Тінті — берсальєр'
- Жак Серна — лейтенант Фіореллі
- Ніно Терцо — охоронець мафіозо
- Луїзелла Боні — сестра Червоного Хреста
- Лілла Бріньоне — головна сестра Червоного Хреста
- Роззелла Комо — санітарка
- Крістіна Гаїоні — другорядна роль
- Марк Деймон — австрійський офіцер
- Нора Річчі — жінка на станції
- Ріна Мореллі — мати Діно
- Антонелла Луальді — другорядна роль
- Джакомо Россі Стюарт — другорядна роль
- Френк Латімор — другорядна роль
- Франко Джакобіні — другорядна роль
- Енніо Джироламі — другорядна роль
- Клаудіо Гора — другорядна роль
- Стюарт Грейнджер — другорядна роль
- Стельвіо Розі — другорядна роль
- Жерард Гертер — другорядна роль
- Франко Бальдуччі — другорядна роль
- Альберто Фарнезе — другорядна роль
- Джанні Гарко — другорядна роль
- Мауріціо Арена — другорядна роль
- Ворнер Бентівенья — другорядна роль
- Джакомо Фуріа — другорядна роль
- Умберто Орсіні — другорядна роль
- Роберто Ріссо — другорядна роль
- Луїджі Павезе — другорядна роль
- Волтер Піджон — другорядна роль
- Стів Рівз — другорядна роль
- Мак Роне — другорядна роль
- Фолько Луллі — другорядна роль
- П'єро Луллі — другорядна роль
- Етторе Манні — другорядна роль
- Франческо Муле — другорядна роль
- Ролан Бартро — другорядна роль
- Рік Батталья — другорядна роль
- Вітторіо Гасман — другорядна роль
- Анук Еме — сестра Червоного Хреста
- Джино Будзанка — охоронець мафіозо
- Рената Мауро — другорядна роль
- Дані Парі — другорядна роль
- Фред Вільямс — другорядна роль
- Пітер Болдвін — австрійський офіцер

## Знімальна група
- Режисер — Серджо Корбуччі
- Сценаристи — Джорджо Арлоріо, Бруно Корбуччі, Джованні Грімальді
- Оператор — Енцо Барбоні
- Композитор — П'єро Піччоні
- Продюсер — Гоффредо Ломбардо